# One Missed Call
One Missed Call (titulada: Una llamada perdida en Hispanoamérica y Llamada perdida en España) es una película de terror sobrenatural estadounidense dirigida por Eric Valette y escrita por Andrew Klavan. Es una coproducción internacional entre Estados Unidos, Reino Unido, Japón y Alemania, y un remake de la película japonesa de 2003 del mismo nombre dirigida por Takashi Miike que así mismo se basó en la novela Chakushin Ari de Yasushi Akimoto. La película la protagonizan Shannyn Sossamon, Edward Burns, Ana Claudia Talancón, Ray Wise y Azura Skye.
Fue lanzada en Norteamérica el 4 de enero de 2008. A pesar de ser un éxito de taquilla moderado, la película recibió críticas negativas de los críticos de cine, a menudo considerándola como el peor remake de terror japonés en ser lanzado. Se convirtió en la película más criticada de 2008, recibiendo una rara aprobación de calificación de 0 % en Rotten Tomatoes y ganando un premio Moldy Tomato.

## Sinopsis
Una chica ve cómo sus amigos reciben un mensaje de muerte en su teléfono móvil y cómo mueren poco a poco, después que escuchan el momento exacto de su muerte. Cuando ella recibe dicho mensaje, tiene dos días para salvar su vida con ayuda de un investigador. Llega a un hospital abandonado donde algún día hubo un incendio y que es el origen de la maldición que le rodea a ella y sus amigos.

## Personajes
- Shannyn Sossamon como Beth Raymond.
  - Alana Locke como una joven Beth.
- Edward Burns como el Detective Jack Andrews.
- Ana Claudia Talancón como Taylor Anthony.
- Ray Wise como Ted Summers.
- Azura Skye como Leann Cole.
- Johnny Lewis como Brian Sousa.
- Jason Beghe como Ray Purvis.
- Margaret Cho como Mickey Lee.
- Meagan Good como Shelley Baum.
- Rhoda Griffis como Marie Layton.
  - Dawn Dininger como el fantasma de Marie Layton.
- Ariel Winter como Ellie Layton.
  - Sarah Jean Kubik como  el fantasma de Ellie Layton.
- Raegan Lamb como Laurel Layton.
- Karen Bayer como la Sra. Ford
- Dave Spector como Gary.
- Mary Lynn Owen como Julie Cohn.
- Roy McCrerey como el Dr. Painter
- Greg Corbett como John.
- Bart Hansard como Howie.
- Katie Kneeland como Maddie.
- Jason Horgan como el Dr. Brown
- Kaira Akita como Jewel.
- Laura Harring como la Sra. Raymond
- Wilbur Fitzgerald como el Teniente.
- Lauren Peyton como la enfermera de la recepción.

## Doblaje
| Personaje              | Actor/Actriz original           | Actor/Actriz de doblaje | Actor/Actriz de doblaje |
| ---------------------- | ------------------------------- | ----------------------- | ----------------------- |
| Beth Raymond           | Shannyn Sossamon                | Jessica Ortiz           | Ana Jiménez             |
| Detective Jack Andrews | Edward Burns                    | Gerardo García          | Guillermo Romero        |
| Taylor Anthony         | Ana Claudia Talancón            | Carla Castañeda         | Inma Gallego            |
| Leann Cole             | Azura Skye                      | Karla Falcón            | Adelaida López          |
| Mickey Lee             | Margaret Cho                    | Rebeca Martínez         | Mercedes Espinosa       |
| Brian Sousa            | Johnny Lewis                    | ???                     | Ricardo Escobar         |
| Ted Summers            | Ray Wise                        | ???                     | Juan Antonio Gálves     |
| Shelley Baum           | Meagan Good                     | ???                     | Celia de Diego          |
| Ellie Layton           | Ariel Winter / Sarah Jean Kubik | ???                     | Claudia Caneda          |
| Marie Layton           | Rhoda Griffis / Dawn Dininger   | ???                     | Raquel Cubillo          |
| Sra. Ford              | Karen Bayer                     | ???                     | María Jesús Varona      |
| Gary                   | Dave Spector                    | ???                     | Óscar Castellanos       |
| Maddie                 | Katie Kneeland                  | ???                     | Raquel Olcoz            |
| Jewel                  | Kaira Akita                     | ???                     | Margot Lago             |
| Dr. Painter            | Roy McCrerey                    | ???                     | Héctor Garay            |
| Sra. Raymond           | Laura Harring                   | ???                     | Ana Isabel Hernando     |
| Beth (niña)            | Alana Locke                     | ???                     | Olivia Caneda           |

## Producción
One Missed Call fue anunciada en 2005, antes de ser oficialmente aprobada por Warner Bros. a inicios de 2006, con Eric Valette como director de la película. Comenzó a ser rodada en junio de 2006 en Atlanta, Georgia con Edward Burns, Margaret Cho y Shannyn Sossamon como protagonistas. El 3 de agosto, Ed Harris y Gabriel Byrne firmaron su aparición en la película; sin embargo, ambos se retiraron por circunstancias desconocidas.
El 14 de junio de 2007, la película fue calificada para mayores de 13 años por la MPAA por sus intensas secuencias de violencia y terror, imágenes que asustaban, algún material y elementos temáticos sexuales.

## Distribución

### Lanzamiento
En los comerciales televisivos sonaba la canción Life is Beautiful de Sixx:A.M. Se esperaba que la película fuera estrenada el 24 de agosto de 2007; sin embargo, su estreno fue postergado para el 4 de enero de 2008. El 30 de agosto de 2007, el tráiler de la película fue estrenado en Yahoo Movies y a fines de septiembre de 2007, fue lanzado el afiche de la película, junto con numerosas imágenes promocionales.

### Promoción
En diciembre de 2007, fue lanzada la página web oficial, así como varias páginas que competían por promocionar la película, siendo el primer premio un iPhone.

### Home media
El DVD, HD DVD, y Blu-ray fueron lanzados el 22 de abril de 2008, ninguno de los cuales contiene características especiales. La película también fue lanzada en iTunes y en el mercado de Xbox Live.